# Ludwik Andrzejewski
Ludwik Andrzejewski pseud. Wilk (ur. 20 sierpnia 1902 w Więckowicach, zm. w grudniu 1944 w Mauthausen) – działacz KPP i PPR.

## Życiorys
Syn bezrolnego chłopa Michała. W 1923 wyjechał na Śląsk w poszukiwaniu pracy. Początkowo pracował w warsztatach kolejowych; związał się z ruchem komunistycznym. Następnie został maszynistą pociągu na trasie Warszawa-Praga, co wykorzystał Komitet Centralny KPP do powierzenia mu zadania przywożenia zza granicy nielegalnej prasy i literatury. W 1932 Andrzejewski został aresztowany i na krótko uwięziony. Po wyjściu z więzienia wrócił w rodzinne strony, poświęcając się całkowicie nielegalnej pracy partyjnej. Od 1934 członek egzekutywy Komitetu Dzielnicowego KPP w Buku. W 1935 ponownie aresztowany i skazany na rok więzienia; wyrok odbywał w Rawiczu. Po wyjściu na wolność 1936–1937 był członkiem Komitetu Obwodowego KPP Poznań-Pomorze. 9 lutego 1937 został aresztowany i zesłany do obozu w Berezie Kartuskiej, gdzie przebywał do wiosny 1939.

### II wojna światowa
W okresie okupacji pracował w niemieckich warsztatach wojskowych w Poznaniu. Utrzymywał kontakty z działaczami byłej KPP i wraz z nimi utworzył w lutym 1941 organizację konspiracyjną pod nazwą: "Komitet Okręgowy KPP". Jako członek Komitetu utworzył w terenie wiele ogniw organizacji. W lutym 1942 został skierowany przez KO KPP do Katowic. Jesienią 1942 poznański komitet KPP nawiązał pierwsze kontakty z Komitetem Obwodowym PPR w Łodzi i wszedł w jego skład jako Okręg Poznański PPR. Andrzejewski zajmował się głównie pracą organizacyjną, rozbudowując już istniejące komórki PPR i powołując nowe. Organizował też i prowadził sabotaż w poznańskich zakładach pracy, zajmował się agitacją i kolportażem prasy konspiracyjnej PPR. 17 maja 1944 na skutek wsypy został aresztowany przez Gestapo wraz z wieloma innymi działaczami i aktywistami Komitetu Poznańskiego PPR. Z obozu w Żabikowie przewieziono go do obozu koncentracyjnego Mauthausen-Gusen, gdzie w grudniu 1944 został stracony.